# Marius Gherman
Marius Gherman född den 14 juli 1967 i Sibiu, Rumänien, är en rumänsk gymnast.
Han tog OS-brons i räck i samband med de olympiska gymnastiktävlingarna 1988 i Seoul.